# Телесеріал-антологія
Телесеріал-антологія (англ. Anthology series, інколи Anthology drama) — різновид серіалу на радіо чи телебаченні, в якому кожен епізод чи сезон має власну історію, персонажів та акторів. Вперше такий формат був втілений на радіо NBC в 1927 році після виходу програми The Collier Hour, яку і вважають першою драмою-антологією.
Пік успіху формату припадає на період Золотого віку телебачення в 1950-х роках, завдяки успіху програм «Телевізійний театр Крафта» (1947—1958), The United States Steel Hour (1953—1963) та The Philco Television Playhouse (1948—1955), а також «Зал слави Hallmark» (з 1951) та Disneyland (з 1954). Більшість програм тривали одну годину, їхніми сюжетами ставали класичні літературні твори, соціально важливі теми та серйозні драматичні історії, а також телеверсії бродвейських постановок. Це дозволило робити подібні серіали престижними в очах глядачів і приваблювати визначних акторів того часу. Серед них можна згадати таких як Бетті Девіс, Селеста Голм, Грейс Келлі, Люсіль Болл, Дейвід Нівен, Поллі Берген, Ліліан Ґіш, Пол Ньюман, Розалінд Расселл, Шарль Буає, Джоел Маккрі, Джоан Вудворд та десятки інших. Деякі зірки класичного Голлівуду, як от Лоретта Янґ, Дуглас Фербенкс та Барбара Стенвік на початку 50-х перейшли на телебачення, щоб зніматись саме у власних телесеріалах-антологіях.
На хвилі успіху формату канали крім годинних почали знімати й півгодинні драми, але такий експеримент зазнав критики, оскільки авторам не вдавалось за такий короткий час до кінця розкрити серйозну тему, якій була присвячена серія. Крім класичних драм, з кінця 50-х почали зніматись і фантастичні та вузькожанрові серіали, які отримали значних успіх. Серед них «Альфред Гічкок представляє» (1955—1965) та «Сутінкова зона» (1959—1964).
На початку 1960-х років шалений успіх формату призупинився, рейтинги багатьох серіалів потроху почали спадати. Внаслідок цього один за одним закривали зйомки серіалів, що призводило до смерті формату. Багато записів класичних шоу не збереглись, оскільки тоді не використовувалась практика повторів телевистав, які транслювались у прямому ефірі. Все, що вдалось зберегти та зняти з кінескопів вийшло дуже низької якості.
В подальші роки формат застосовувався рідко та нерегулярно. Серед найяскравіших прикладів можна згадати такі як «Човен кохання» (1977—1986), «Готель» (1983—1988), «Байки зі склепу» (1989—1996), «Чи боїшся ти темряви?» (1990—2000), «Американська історія жаху» (з 2011), «Чорне дзеркало» (з 2011) та «Ворожнеча» (з 2017).

## Приклади
- Сутінкова зона (1959)
- Чи боїшся ти темряви? (1990)
- Майстри жаху (2005)
- Кошмари та сновидіння: З історій Стівена Кінга (2006)
- Американська історія жаху (2011)
- Чорне дзеркало (2011)
- Ворожнеча (2017)
- Електричні сни Філіпа К. Діка (2017)
- Любов, смерть і роботи (2019)
- Білий лотос (серіал) (2021)